# UNCRO
UNCRO (United Nations Confidence Restoration Operation in Croatia) ili Operacija Ujedinjenih naroda za obnovu povjerenja u Hrvatskoj naziv je za mirovnu operaciju Ujedinjenih naroda u Hrvatskoj. Mirovna operacija oformljena je Rezolucijom Vijeća sigurnosti UN-a broj 981 od 31. ožujka 1995., kao slijednica UNPROFOR-a. 
Sredinom siječnja 1995. hrvatski predsjednik Franjo Tuđman zatražio je od glavnog tajnika UN-a Boutrosa Boutrosa-Ghalija okončanje mandata UNPROFOR-a u Hrvatskoj. Zahtjev je obrazložen neučinkovitošću UNPROFOR-a u ostvarivanju bitnih odrednica Vanceovog plana i provođenja odluka Vijeća sigurnosti UN, posebice pitanja vezanih uz povratak izbjeglica i prognanika, demilitarizacije UNPA područja, te efikasnog nadzora nad međunarodno priznatim hrvatskim granicama. Podnoseći izvještaj Vijeću sigurnosti, generalni tajnik Boutros-Ghali izrazio je bojazan kako bi povlačenje UNPROFOR-a iz Hrvatske izazvalo obnovu neprijateljstava i nepredvidive posljedice za mirovni proces. Istodobno, priznao je kako UNPROFOR u Hrvatskoj nije u cjelini izvršio svoje zadatke. U živoj diplomatskoj aktivnosti koja je uslijedila, postignut je kompromisni dogovor, nakon sastanka američkog potpredsjednika Al Gorea i hrvatskog predsjednika Franje Tuđmana u Copenhagenu 12. ožujka 1995., kojim je hrvatska strana prihvatila daljnji boravak snaga UN-a, ali uz uvjet novog mandata. Rezolucijom 981 Vijeća sigurnosti (31. ožujka 1995.) okončan je mandat UNPROFOR-a i donesena odluka o novom mandatu, te preimenovanju UN snaga u UNCRO-a.
Snage UNCRO-a bili su raspoređene na području Republike Hrvatske pod srpskom kontrolom u zapadnoj Slavoniji, tzv. Krajini i istočnoj Slavoniji. Promatrači su bili stacionirani i na Prevlaci. Mandat snaga UNCRO-a uključivao je obavljanje funkcija predviđenih sporazumom o prekidu vatre od 29. ožujka 1994., olakšavanje primjene gospodarskog sporazum od 2. prosinca 1994., olakšavanje provedbe svih relevantnih rezolucija Vijeća sigurnosti, pomaganje u kontroli, praćenjem i izvještavanjem, prelaska vojnog osoblja, opreme, pribora i oružja, preko međunarodnih granica između Hrvatska i Bosna i Hercegovina te Hrvatske i Savezne Republike Jugoslavije, olakšavanje dostave međunarodne humanitarne pomoći Bosni i Hercegovini preko područja Republike Hrvatska, i nadzor demilitarizacije poluotoka Prevlake.
Uspostavom UNTAES-a 15. siječnja 1996. okončan je i mandat UNCRO-a.